# Dunskey Castle

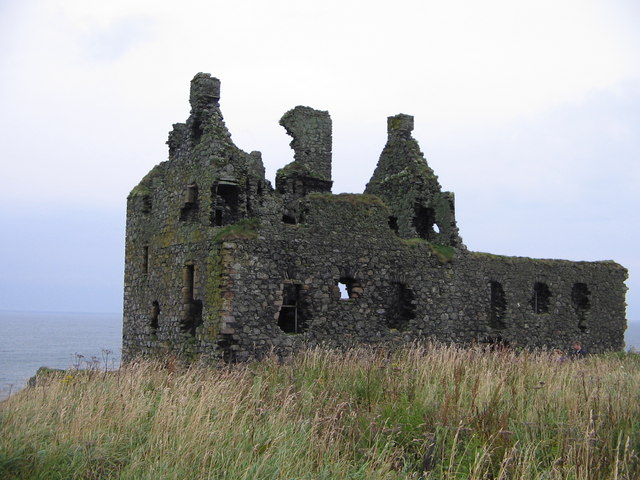
Dunskey Castle

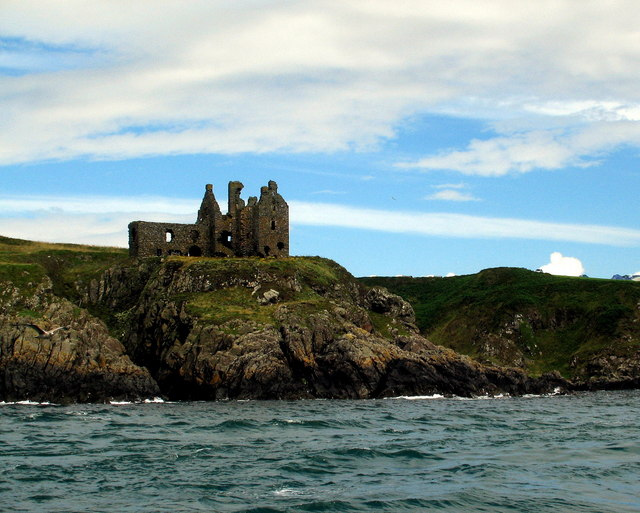
Seeseitige Ansicht

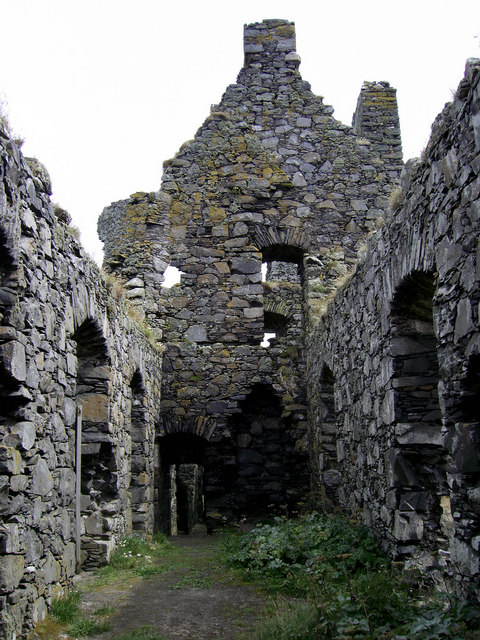
Innenraum

Dunskey Castle ist ein Tower House nahe der schottischen Ortschaft Portpatrick in der Council Area Dumfries and Galloway. Sie Ruine ist als Scheduled Monument denkmalgeschützt. Die 1972 erfolgte Aufnahme in die schottischen Denkmallisten in der höchsten Denkmalkategorie A wurde 2015 aufgehoben.

## Geschichte
Vermutlich befand sich seit frühen Zeiten ein Promontory Fort am Standort. Spätestens im 14. Jahrhundert ist ein Wehrbau beschrieben, der vermutlich zum Bau von Dunskey Castle abgebrochen wurde. Das Tower House wurde im frühen bis mittleren 16. Jahrhundert erbaut. Als Erbauerfamilie sind die Adairs of Kinhilt verzeichnet, eine aus Irland eingewanderte Familie, die um 1510 auch das Tower House Stranraer Castle in Stranraer erbauen ließ. Der Anbau des kleinen Nordflügels wird Hugh Montgomery, 1. Viscount Montgomery zugeschrieben, der Dunskey Castle 1620 erwarb. Bereits 1684 wird das Tower House als Ruine beschrieben und befindet sich bis heute in diesem Zustand.

## Beschreibung
Dunskey Castle befindet sich wenige hundert Meter südlich von Portpatrick. Es liegt in gut zu verteidigender Position auf einer als „Castle Point“ bezeichneten Landspitze der Rhinns of Galloway am Nordkanal. Ein tiefer, vermutlich zumindest in Teilen natürlicher Graben trennt das Kap vom Festland. Das Tower House liegt zwischen den felsigen Klippen und überblickt die Meerenge zwischen Schottland und dem Norden Irlands. Der dreistöckige Bruchsteinbau weist einen L-förmigen Grundriss auf. Westlich findet sich das Fundament eines weiteren Gebäudes. Dieses misst etwa sieben Meter im Quadrat und könnte den Standort eines Wachturms kennzeichnen.